# Crédit havrais
Le Crédit havrais est une banque datant du XIXe siècle situé au Havre, en France, faisant partie aujourd’hui de l’histoire du CIC.

## Historique
Le Crédit havrais est fondé en 1864 par plusieurs importants négociants du Havre (Courant, Quesnel, Masquelier) et avec l’appui de la Banque Hottinguer.